# Citatie
Een bibliografische citatie of aanhaling, ook wel referentie of verwijzing genoemd, is een bronvermelding in een wetenschappelijke publicatie. Het is een verwijzing van een wetenschappelijke publicatie naar een andere wetenschappelijk publicatie of niet-gepubliceerde bron. Dit kan bijvoorbeeld een artikel in een wetenschappelijk tijdschrift zijn, maar ook een boek, krant of website.
De bronnen die aangehaald worden, maken duidelijk op welke reeds bestaande kennis de nieuwe bijdrage voortbouwt. Zo wordt erkenning gegeven aan het bestaande werk van andere wetenschappers binnen het behandelde onderwerp. Citaties geven transparantie en voorkomen plagiaat. Ze geven de lezers de mogelijkheid om de waarde van de publicatie te toetsen ten opzichte van de al bestaande literatuur over dat onderwerp. Vaak worden vakgenoten uitgekozen en benaderd voor collegiale toetsing (peer review) van een publicatie aan de hand van de daarin geciteerde publicaties.

## Stijlen
Citaties worden getoond als een verwijzing naar een andere publicatie. Alfanumerieke codes in de lopende tekst verwijzen naar voetnoten onderaan de pagina of een aparte bibliografische lijst achter in de publicatie. Als bronvermelding in Harvardstijl gehanteerd wordt, staan verwijzingen in de vorm "achternaam van auteur (jaartal)" in de lopende tekst. Deze verwijzen naar een van de publicaties die genoemd worden in de bibliografische lijst achter in de publicatie.
De term "referentie" verwijst naar de volledige benoeming van de bron, inclusief auteurs, titel, het tijdschrift of boek waarin het artikel opgenomen is, de publicatiedatum en specifieke pagina's. Verschillende stijlen voor referenties worden gehanteerd in verschillende vakgebieden. De Oxford-, Harvard-, Chicago-, MLA- en APA-referentiestijlen zijn enkele van de standaardformaten. De redacteur van de wetenschappelijke publicatie bepaalt welke standaard aangehouden wordt.
Referenties kunnen een unieke code voor de publicatie omvatten, zoals een DOI, PMID of ISBN.

## Meting
Wetenschappers en wetenschappelijke instanties worden vaak beoordeeld op basis van het aantal citaties die hun publicaties hebben ontvangen, omdat dit een maatstaf kan zijn van kwaliteit. Dergelijke informatie is te vinden in een citatie-index, een database waarin miljoenen citaties van wetenschappelijke publicaties zijn opgeslagen. Aan de hand van deze informatie kan bepaald worden welke artikelen het meest worden geciteerd. Enkele grote citatie-indices zijn Scopus van Elsevier, Web of Science van Thomson Reuters en Google Scholar van Google.
De h-index meet het aantal veel geciteerde publicaties van een wetenschapper. Als h gelijk is aan bijvoorbeeld 12, betekent dat dat de wetenschapper 12 publicaties heeft die ieder minstens 12 keer geciteerd zijn.
Meetmethodes gebaseerd op citaties zijn veel bekritiseerd omdat ze een vertekend beeld kunnen geven van de kwaliteit van het onderzoek. Citatie-indices zijn incompleet en bevatten fouten. Ook is citeren meer gebruikelijk in sommige vakgebieden dan in andere vakgebieden (zoals de alfawetenschappen en de technische wetenschappen), waardoor het risico bestaat dat men appels met peren vergelijkt. Publicaties van recente datum zijn meestal nog weinig geciteerd en kunnen daarom ondergewaardeerd worden. Daarnaast kunnen auteurs naar hun eigen publicaties verwijzen (zelfcitaties), en hebben veel artikelen een lange reeks co-auteurs, zodat een wetenschapper kan meeliften op het succes van onderzoek waaraan hij of zij maar een kleine bijdrage geleverd heeft.
Citatie-analyse (een deel van de bibliometrie, een reeks methodes om wetenschappelijke literatuur op een kwantitatieve manier te analyseren) is het analyseren van data uit citatie-indexen om patronen te ontdekken. Bijvoorbeeld kan co-citatie gemeten worden, dat wil zeggen hoe vaak twee publicaties samen door andere publicaties geciteerd worden. Bibliografische koppeling daarentegen meet hoe vaak twee publicaties een of meerdere van dezelfde publicaties citeren. Beide methodes kunnen gebruikt worden om aan te geven dat de twee artikelen qua onderwerp aan elkaar gerelateerd zijn. Ook kunnen hiermee groepen van gerelateerde, veel geciteerde artikelen geïdentificeerd worden, die er op kunnen duiden dat er, bijvoorbeeld binnen een bepaalde afdeling van een universiteit, hoogstaand onderzoek wordt uitgevoerd.